# 螢光魚
螢光魚是一種經過基因轉殖而培育成功的新種觀賞魚，因為植入水母的螢光基因而能發出藍、綠、黃、紅等不同顏色的螢光，其中以绿和红为主。這種新品種的斑馬魚是由新加坡國立大學生物科學系的教授龔志遠所提出的，培育出螢光斑馬魚，1999年新加坡國立大學以此申請專利。
目前比较普遍的荧光鱼包括了荧光斑马鱼和荧光青鳉(夜明珠鱼)，此外还有荧光虎皮鱼(四带无须鲃)和荧光泰国斗鱼(五彩搏鱼)等。
臺灣邰港科技公司研發成功螢光青鱂魚。這項技術是由台灣大學分子與細胞生物學研究所蔡懷楨教授2003年培育成功。

## 爭議
基因改造螢光魚的支持者宣稱轉基因是安全的，螢光魚並沒有不孕的特性(除了一些荧光青鳉)，但逃回自然界繁殖的機率低，因為體色過於顯眼容易遭到捕食。
然而基因轉殖螢光魚有許多反對者。有反對者稱目前這對基因轉殖螢光魚進行的安全性研究都是短期的，無法有效評估基因改造螢光魚的風險。另外的反對者則担心轉基因生物不是自然界原有的品種，對於地球生態系統來說是外來生物。轉基因生物的種植會導致這種外來品種的基因傳播到傳統生物中，並導致傳統生物的基因污染。許多環境保護組織，包括綠色和平、世界自然基金會、主婦聯盟和地球之友等都反對基因改造工程。
也有一部分观赏鱼爱好者认为荧光改造鱼看起来并不自然而不看好荧光观赏鱼。